# BAZAN Group
BAZAN Group (ивр. קבוצת בזן בע"מ‎, сокращение от בתי זיקוק לנפט — нефтеперерабатывающие заводы) — крупнейшая нефтеперерабатывающая и нефтехимическая группа Израиля. Штаб-квартира находится в Хайфе. Компания основана в 1958 году, основу её деятельности составляет НПЗ в Хайфе, начавший работу в 1944 году; около четверти продукции экспортируется.
В начале XXI века контрольный пакет акций сначала нефтехимических, а затем нефтеперерабатывающих заводов купил израильский бизнесмен Дэвид Федерман. С 2008 года основным акционером BAZAN Group являлась Israel Corporation, контролируемая Иданом Офером. К февралю 2023 года Израильская корпорация продала все свои акции нефтеперерабатывающих заводов Дэвиду Федерману.
Нефтеперерабатывающий завод в Хайфе имеет производительность около 200 тыс. баррелей в сутки. Он интегрирован с нефтехимическим предприятием, производящим полиэтилен, полипропилен и другую продукцию.

## История

### Нефтеперерабатывающие заводы
В 1934 году, в Подмандатной Палестине, после завершения строительства нефтепровода Киркук-Хайфа, в районе Хайфского залива, на берегу реки Кишон, компанией Consolidated Refineries Limited (владельцы — Англо-Персидская и англо-голландская нефтяные компании) были созданы Хайфские нефтеперерабатывающие заводы (ивр. בתי זיקוק חיפה‎, Бате́й зику́к Хайфа). На этих заводах сырая нефть перерабатывалась в различные виды топлива.
В 1947 году произошла бойня на нефтеперерабатывающем заводе, жертвами которой стали как еврейские, так и арабские рабочие.
В 1948 году, во время войны за независимость Израиля, подача иракской нефти прекратилась. Лишь в конце 1949 года в качестве сырья стала использоваться венесуэльская сырая нефть, доставляемая танкерами, в 1955 году — российская.
В 1957 году началась поставка иранской нефти по трубопроводу Эйлат — Беэр-Шева, Беэр-Шева — Ашдод и оттуда на танкерах в Хайфу.
В 1959 году была завершена прокладка трубопровода к нефтеперерабатывающим заводам в Хайфе.
Consolidated Refinery Ltd. впоследствии была продана государству Израиль и переименована в Oil Refineries Ltd. В 1972 году название заводов было изменено на «Базан», позже на BAZAN Group. Oil Refineries Ltd. была монополистом на переработку нефти в Израиле до 2006 года, пока группа «Паз» не приобрела нефтеперерабатывающий завод в Ашдоде.

### Нефтехимические заводы
В 1961 году в Хайфском заливе были построены Нефтехимические заводы (Хайфа) (собственник — компания Oil Refineries Ltd.) по переработке сырой нефти в этилен, полиэтилен, сырьё для моющей промышленности и в технический углерод для резиновой промышленности.

### Дочерние предприятия
В 1978 году начал работу завод Гадив. Он производит ароматические вещества, алифатические растворители и промежуточные продукты для химической, фармацевтической, пластмассовой и пищевой промышленности. Gadiv полностью принадлежал Oil Refineries Ltd. с 1994 года.
В 1991 году в Хайфе была основана компания «Кармель олефины», как объединение мощностей и активов, отдельно принадлежавших нефтеперерабатывающим заводам с одной стороны, и нефтехимическим заводам с другой. В начале XXI века контрольный пакет акций сначала нефтехимических, а затем нефтеперерабатывающих заводов купил израильский бизнесмен Дэвид Федерман. Однако, после значительных убытков, с 2008 года компания входила в состав BAZAN Group, основным акционером которой являлась Israel Corporation, контролируемая Иданом Офером. К февралю 2023 года Израильская корпорация продала все свои акции нефтеперерабатывающих заводов Дэвиду Федерману.